# Carouge
Pour les articles homonymes, voir Carouge (homonymie).
Pour les articles ayant des titres homophones, voir Carrouge et Carrouges.
Carouge est une ville et une commune suisse du canton de Genève.

## Géographie
Carouge jouxte la ville de Genève, dont elle est séparée par la rivière Arve, et fait partie de la République et Canton de Genève depuis 1816. Elle est réputée pour le quartier du « vieux Carouge », qui garde un certain charme et où les terrasses des bistros sont courues lorsque les beaux jours reviennent.
Carouge mesure 2,7 km2. 84,9 % de cette superficie correspond à des surfaces d'habitat ou d'infrastructure, 4,9 % à des surfaces agricoles, 8,7 % à des surfaces boisées et 1,5 % à des surfaces improductives.
Carouge est limitrophe des communes de Genève, Veyrier et Lancy.

## Histoire

### Une naissance tardive
Au début du Moyen-Age, Sigismond, roi des Burgondes, règne depuis Carouge durant la reconstruction de Genève, sa capitale, incendiée pendant la guerre entre Gondebaud et Godegisèle. 
Des toponymes latins Quadruvium ou Quatruvio, elle passe en 1248 à Carrogium tandis qu'au XIVe siècle, elle était connue comme Quarrouiz ou Quarroggi. En 1445 est mentionné comme Quaroggio.
La commune de Carouge est également surnommée la « cité sarde » du fait de son passé.
En effet, c'est le traité de Turin du 3 juin 1754 entre la république de Genève et le royaume de Sardaigne qui marque la naissance de Carouge. L'accord met fin à d'incessantes querelles entre la maison de Savoie et la cité de Calvin au sujet de la mosaïque de terrains le long de l'Arve, où il est bien difficile de faire respecter la légitimité des juridictions respectives.
Après de longues et laborieuses négociations, les deux parties s'orientent vers un échange de terres. Genève cède 6 973 poses de terres, verse 50 000 écus au royaume et obtient en échange 5 357 poses. Carouge devient sarde. L'accord favorise plutôt la maison de Savoie. Même si Carouge n'est alors qu'un hameau de quelques maisons et auberges, elle se trouve néanmoins dans une situation idéale, de l'autre côté de la rivière, à peine à quelques encablures de la cité.

### Le développement rapide
Profitant des ressources que lui apporte sa puissante voisine, Carouge se développe rapidement. En 1766, elle compte déjà 36 établissements de vin, industrie florissante, mais aussi contrebandière, qui n'est guère affaiblie par les royales gabelles,. C'est toutefois seulement vers 1770 qu'un véritable projet politique et économique voit le jour sous la houlette de Pierre-Claude de La Fléchère, comte de Veyrier, représentant local de la noblesse savoyarde. Cet homme, qui avait fort bien compris la situation géostratégique exceptionnelle du territoire, ne tarde pas à solliciter de Victor-Amédée III des privilèges permettant à Carouge de se développer, notamment en faisant appel à des étrangers. En 1777, Carouge obtient deux foires annuelles et un marché hebdomadaire. Sa population dépasse le millier d'âmes.

### Capitale de province sarde
Par l'édit du 2 mai 1780, Carouge devient la capitale de la province du même nom qui comptabilise environ 37 000 habitants. Le bourg devient rapidement une cité royale et, le 31 janvier 1786, reçoit son blason (un lion au pied d'un arbre) pour être érigée en « ville » par lettres patentes du roi. Sa population dépasse alors les 3 000 habitants.

#### Un îlot de tolérance
La singularité de Carouge réside essentiellement dans la mise en place d'une politique libérale qui est largement appuyée par le pouvoir turinois. Non seulement ce dernier accorde des privilèges particuliers, et uniques dans le royaume, à la cité carougeoise, mais accepte aussi la venue en nombre d'étrangers de toutes origines et appartenances religieuses afin de favoriser l'essor économique de la province.
C'est ainsi que les francs-maçons font leur apparition à Carouge en 1777, suivis en 1779 de protestants qui obtiennent la tolérance civile et religieuse en 1783. Enfin, en 1779, des Juifs, originaires d'Alsace principalement, s'installent également. Pierre-Claude de La Fléchère et l'Intendant général Giovanni-Battista Foassa-Friot ont largement contribué à la mise en place de cette politique, plutôt novatrice pour l'époque.
Le 27 août 1787, Victor-Amédée III proclame un édit de tolérance, permettant notamment aux Juifs de bénéficier de l'application du droit commun et de jouir d'une totale liberté de culte, cas rarissime dans l'histoire de l'Europe.
Les francs-maçons auront leur loge, les protestants leur temple et les Juifs leur synagogue, ainsi qu'un cimetière confessionnel (cimetière juif de Carouge) situé le long de l'actuelle rue des Tireurs de Sable.
En 1789, peu avant sa mort, Pierre-Claude de La Fléchère suggère au pouvoir turinois d'accepter la venue à Carouge de musulmans et de leur autoriser la création d'une mosquée.
Cette ultime vision du Comte de Veyrier ne verra pas le jour : Carouge, bientôt française, doit abandonner sa politique libérale.

### Une ville sous occupation française
En 1789, les effets de la Révolution française se font sentir. Pour prévenir toute perturbation, la garnison de la ville passe de 144 à 650 hommes. La mesure rassure quelque temps, mais les jours de Carouge la Sarde sont désormais comptés. Le 2 octobre 1792, les troupes françaises en marche pour leur « campagne d'Italie », pénètrent sans résistance dans la province de Carouge et l'annexent au nouveau « département du Mont-Blanc » dont Chambéry est désigné pour en devenir le « chef-lieu », puis au tout nouveau « département du Léman » créé en 1798 dont Genève, elle aussi occupée puis annexée, devient la « préfecture ». Carouge restera ainsi sous occupation française jusqu'à sa libération par les Autrichiens en septembre 1814.
Elle fut « chef-lieu de district » de 1792 à 1795.

### Une ville suisse

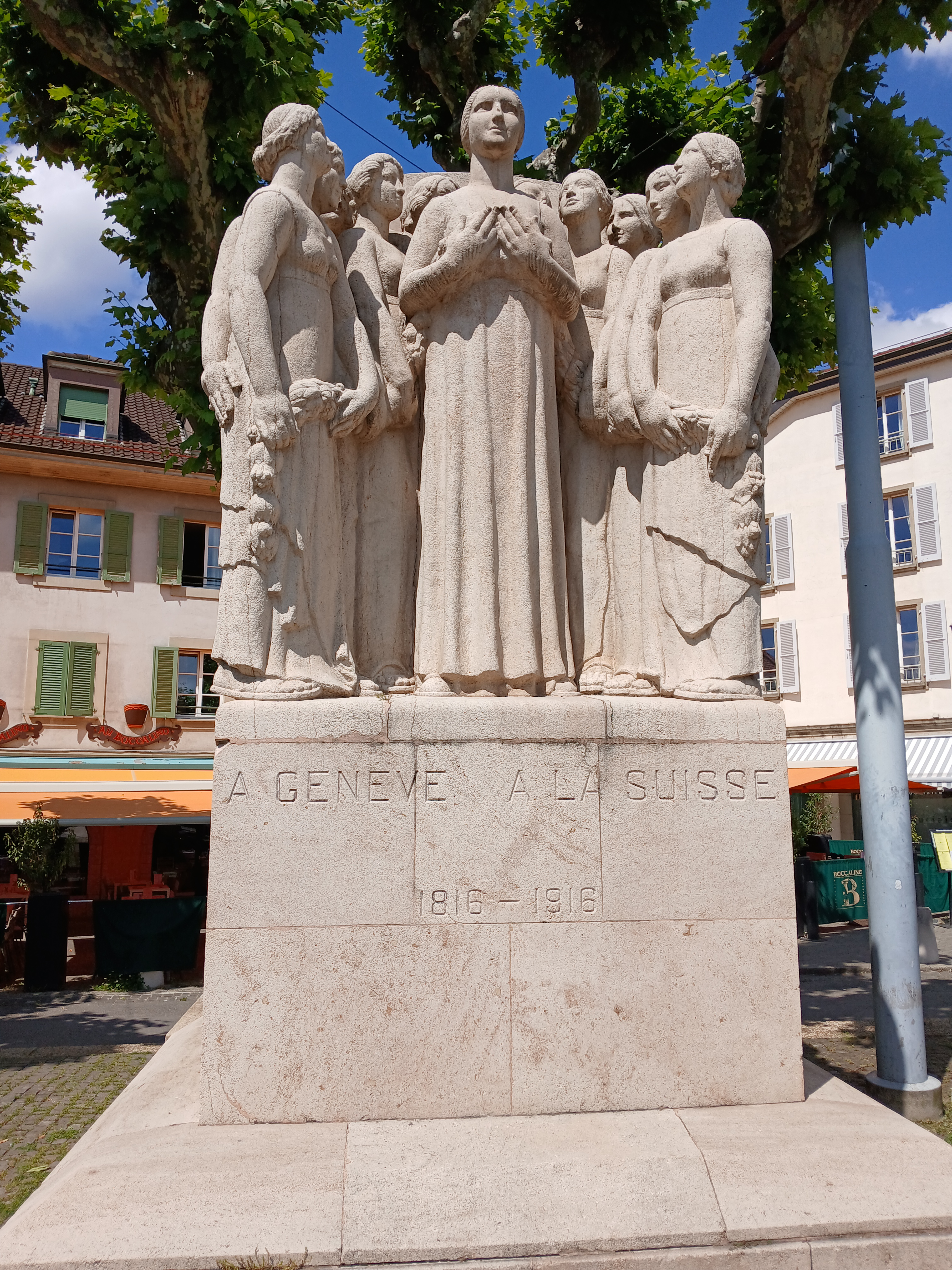
Monument érigé en 1925 pour commémorer le traité de Turin de 1816

Après une période mouvementée pendant laquelle Carouge redevient sarde par le traité de paix du 30 mai 1814, se trouvant ensuite brièvement réoccupée par les Français durant les Cent-Jours du retour de Napoléon, puis à nouveau sarde (après la victoire des Alliés, ennemis de Napoléon, à Waterloo suivie de la reddition et de la capitulation française sans conditions), la ville est finalement cédée par le duc de Savoie roi de Sardaigne à la République et nouveau canton de Genève par le traité de Turin du 16 mars 1816, ainsi que 19 autres communes du duché de Savoie en contrepartie de la neutralité helvétique sur les zones franches de Savoie. 12 communes françaises seront aussi cédées par la France au nouveau Canton suisse de Genève, mais au titre de dommages de guerre imposés pour ces dernières. Le canton avait rejoint la Confédération suisse à l'occasion des traités de Paris en 1814 et de Vienne en 1815. Cette cession est accompagnée d'une petite zone exempte de douanes sardes. Une des places de Carouge s'appelle d'ailleurs toujours « place de Sardaigne ».

### Carouge contemporaine

#### Transports
Le premier tramway (qu'on nommait alors « chemin de fer américain ») de Suisse est mis sur pied sur la ligne Carouge-Place Neuve, devenue aujourd'hui la ligne 12 du tramway et plus ancien tronçon d'Europe encore en service. Ainsi, après Paris, Birkenhead (banlieue de Liverpool) et Londres, Carouge et Genève possèdent des voitures sur rail, tirées par des chevaux. La traction hippomobile fut  remplacée par la vapeur dès 1878, puis électrifiée dès 1894. La ligne est prolongée au cours des années 1900 et relie les deux villes savoyardes de Saint-Julien-en-Genevois et d'Annemasse en traversant le canton de Genève. De 1995 à 2011, le tram 13 traverse également la commune, de 2007 à 2011, le tram 14 relie Carouge au quartier des Avanchets et à la ville de Meyrin et, depuis 2014 le tram 18 relie Carouge au CERN.

#### Le quartier des Tours de Carouge

Photo aérienne (1963).

À l’ouest du vieux Carouge, au long du canal des promenades de la Drize, une zone de 50 000 m2 a été classée en 1940 en zone A (deux étages sur rez), dont la ville possédait 32 000 m2. Les premiers projets de constructions échouèrent car le gabarit des immeubles était trop petit pour atteindre un équilibre financier. Les conditions changent avec le vote en 1957 par le Grand Conseil de deux lois sur l’expansion de l'agglomération et le subventionnement des immeubles à loyer modéré. Le conseil municipal décide le 30 juin 1957 de construire la totalité du quartier malgré les importants risques financiers. De 1958 à 1963, cinq tours comprenant 664 logements sont construites par un groupe de sept architectes dont Georges Brera. Une salle culturelle, une poste et une bibliothèque font partie de la surface commerciale de 5 909 m2,.

#### Le PAV
L'ouest de la commune, dans le secteur du Stade de Genève, est concerné par le projet urbain Praille - Acacias - Vernets.

## Politique et administration
Le Conseil administratif (exécutif) est élu tous les cinq ans au scrutin majoritaire, le premier tour devant avoir lieu en même temps que l'élection du Conseil municipal. Il est composé de trois conseillers administratifs et nomme chaque année son président, qui porte le titre de maire, et son vice-président. Les conseillers se répartissent eux-mêmes les dicastères.
Le Conseil municipal (législatif) est élu tous les cinq ans au scrutin proportionnel ; la loi cantonale prévoit un seuil électoral (appelé quorum) fixé à 7 %. Composé de 33 membres depuis 2015,, il est dirigé par un bureau, qu'il élit chaque année en son sein ; celui-ci est composé d'au moins quatre membres (président, vice-président, secrétaire et vice-secrétaire) et d'au moins un membre de chaque groupe représenté au Conseil municipal. Le Conseil municipal institue des commissions chargées de traiter des sujets particuliers (finances, bâtiments, affaires sociales, etc) ; les groupes y sont représentés proportionnellement à leur nombre de sièges (les commissions permanentes sont composées de 15 membres, de même pour les commissions ad hoc).

### Membres du Conseil administratif (législature 2020-2025)
L'exécutif de la commune, entré en fonction le 1er juin 2020, se compose de la façon suivante :
| Identité                                                    | Étiquette | Étiquette | Dicastères |
| ----------------------------------------------------------- | --------- | --------- | --- |
| Sonja Molinari                                              |           | Les Verts | Aménagement, urbanisme, travaux et domaine public Environnement, développement durable, énergie et mobilité Voirie, espaces verts et matériels Finances et promotion économique |
| Stéphanie Lammar                                            |           | PS        | Affaires culturelles, communication et information Bâtiments et logements Sports Informatique, logistique et protection de la population                                        |
| Anne Hiltpold remplacée par Raffaele Fraomene (élu en 2023) |           | PLR       | Enfance et jeunesse Solidarités, citoyenneté et collectivités Ressources humaines Police municipale                                                                             |

| Fonction                   | 2020-2021        | 2021-2022        | 2022-2023        | 2023-janvier 2024 | Janvier 2024-mai 2024 | 2024-2025         |
| -------------------------- | ---------------- | ---------------- | ---------------- | ----------------- | --------------------- | ----------------- |
| Maire                      | Stéphanie Lammar | Anne Hiltpold    | Sonja Molinari   | Stéphanie Lammar  | Raffaele Fraomene     | Stéphanie Lammar  |
| Vice-maire                 | Anne Hitpold     | Sonja Molinari   | Stéphanie Lammar | Sonja Molinari    | Sonja Molinari        | Raffaele Fraomene |
| Conseillère administrative | Sonja Molinari   | Stéphanie Lammar | Anne Hitpold     | Bertrand Reich    | Stéphanie Lammar      | Sonja Molinari    |

#### Liste des conseillers administratifs

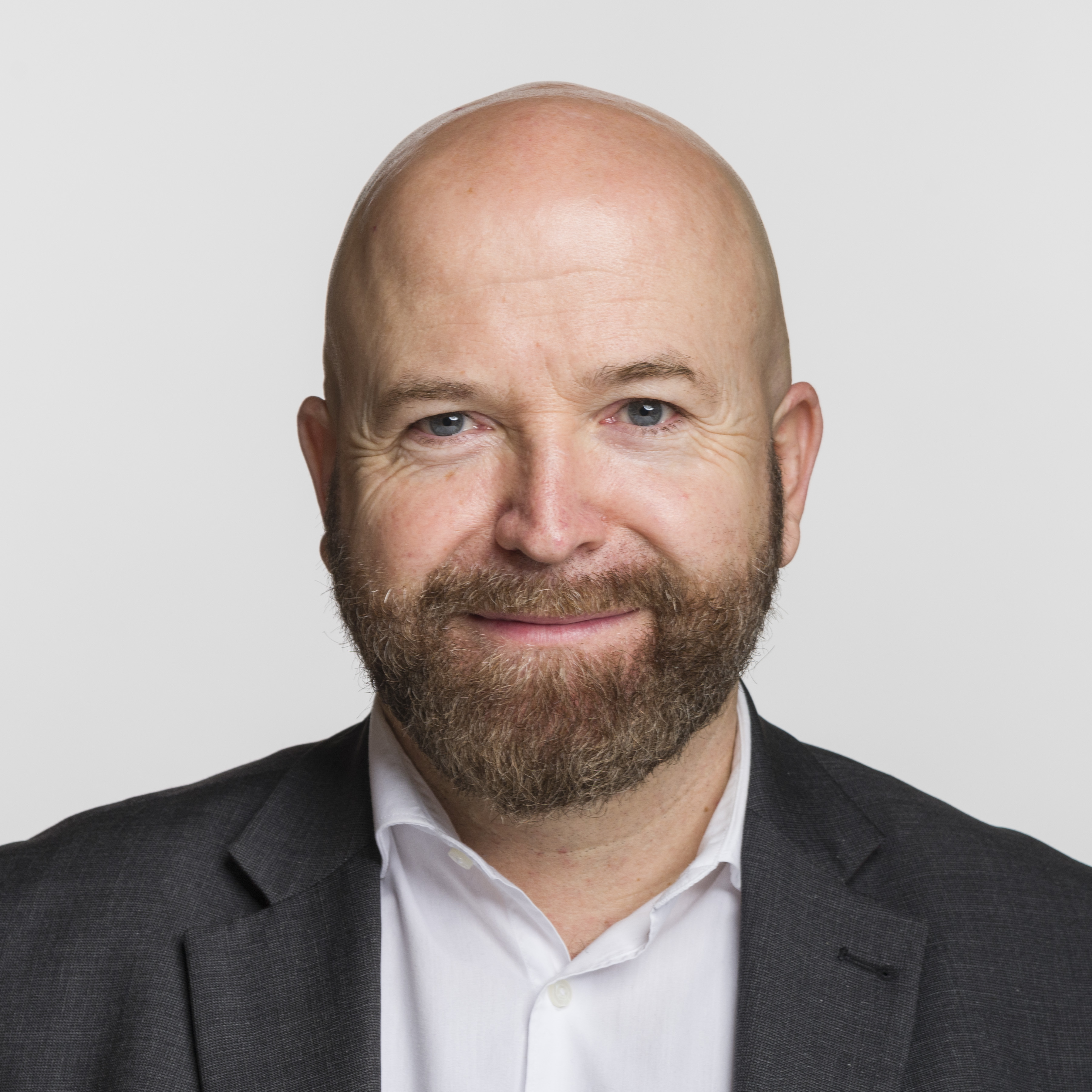
Nicolas Walder, conseiller administratif de 2011 à 2020.

| Période                                  | Période          | Identité           | Étiquette | Étiquette | Qualité |
| ---------------------------------------- | ---------------- | ------------------ | --------- | --------- | --- |
| Les données manquantes sont à compléter. |                  |                    |           |           | |
| 1er juin 1991                            | 31 mai 2003      | Dominique Haeni    |           | PDC       | |
| 1er juin 1999                            | 31 mai 2003      | Daniel Mouchet     |           | PS        | |
| 1er juin 1999                            | 31 mai 2011      | Marc Nobs          |           | PLR       | |
| 1er juin 2003                            | 31 mai 2007      | Francette Meyer    |           | PS        | |
| 1er juin 2003                            | 31 mai 2015      | Jeannine de Haller |           | EàG       | -Maire en 2012-2013 -Députée au Grand Conseil du canton de Genève de 1997 à 2005                                                                                   |
| 1er juin 2007                            | 31 mai 2011      | Jean-Pierre Aebi   |           | PLR       | |
| 1er juin 2011                            | 31 mai 2020      | Nicolas Walder     |           | Les Verts | -Maire en 2013-2014, 2016-2017 et 2018-2019 -Président des Verts suisses depuis 2002 -Conseiller national depuis 2019 -Président des Verts genevois de 2016 à 2020 |
| 1er juin 2011                            | 31 mai 2025      | Stéphanie Lammar   |           | PS        | Maire en 2011-2012, 2014-2015, 2015-2016, 2019-2020, 2020-2021, entre juin et décembre 2023 et 2024-2025                                                           |
| 1er juin 2015                            | 31 mai 2023      | Anne Hitpold       |           | PLR       | Maire en 2017-2018 et 2021-2022 |
| 1er juin 2020                            | en cours         | Sonja Molinari     |           | Les Verts | Maire en 2022-2023 et depuis le 1er juin 2025 |
| 1er juin 2023                            | 31 décembre 2023 | Bertrand Reich     |           | PLR       | Administrateur délégué par le Conseil d'État en remplacement d'Anne Hiltpold                                                                                       |
| 1er janvier 2024                         | en cours         | Raffaele Fraomene  |           | PLR       | Maire en 2024 |
| 1er juin 2025                            | en cours         | Patrick Mützenberg |           | PS        | |

### Conseil municipal (législature 2025-2030)
Depuis les élections du 23 mars 2025, le législatif de la commune se compose de la façon suivante : 
| Parti                                | Voix  | Suffrages en % | +/-  | Sièges  | +/- |
| ------------------------------------ | ----- | -------------- | ---- | ------- | --- |
| Parti socialiste (PS)                | 1’318 | 27,16 %        | 3,92 | 10 / 33 | 1   |
| Parti libéral-radical (PLR)          | 1’206 | 25,07 %        | 0,25 | 9 / 33  | 1   |
| Les Verts (PES)                      | 994   | 20,99 %        | 3,22 | 7 / 33  | 2   |
| Le Centre (LC) - Vert'libéraux (PVL) | 543   | 11,35 %        | 0,95 | 4 / 33  | 1   |
| Union démocratique du centre (UDC)   | 451   | 9,26 %         | 3,30 | 3 / 33  | 3   |
| Mouvement citoyens genevois (MCG)    | 298   | 6,16 %         | 3,10 | 0 / 33  | 0   |

## Population et société

### Gentilé et surnom
Les habitants de la commune s'appellent les Carougeois et leurs sobriquets sont les Léopards, les Hérétiques et les Tourmentés .

### Démographie
La commune compte 22 311 habitants au 31 décembre 2023 pour une densité de population de 8 263 hab/km2. Sur la période 2010-2023, sa population a augmenté de 12,9 % (canton : 14,6 % ; Suisse : 9,4 %).  

## Culture et patrimoine

### Héraldique
| Blason | Blasonnement : De gueules au léopard d'argent couché sur une terrasse de sinople au pied d'un arbre au naturel. Commentaires : En héraldique, le lion représenté la tête de face est appelé léopard. |

### Monuments, culture, musée

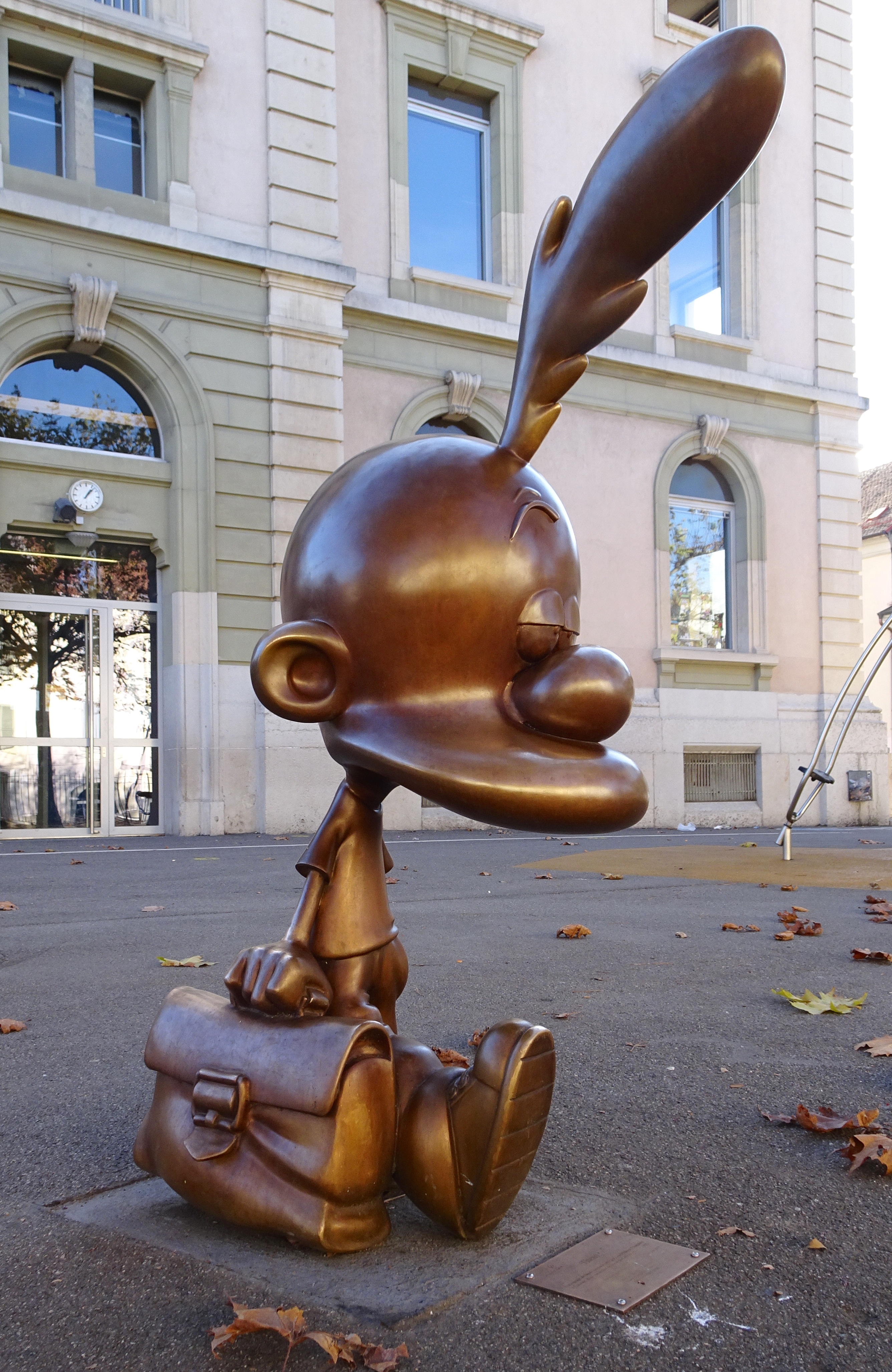
Statue de Titeuf.

Les archives communales de Carouge sont inscrites comme bien culturel suisse d'importance nationale. Le musée de Carouge offre au public des expositions temporaires et conserve des céramiques locales.
L'école Jacques Dalphin de Carouge accueille une statue en bronze du héros de bande dessinées Titeuf, crée par Zep à l'endroit même où il a vu le jour.

Tours de Carouge, 1963.
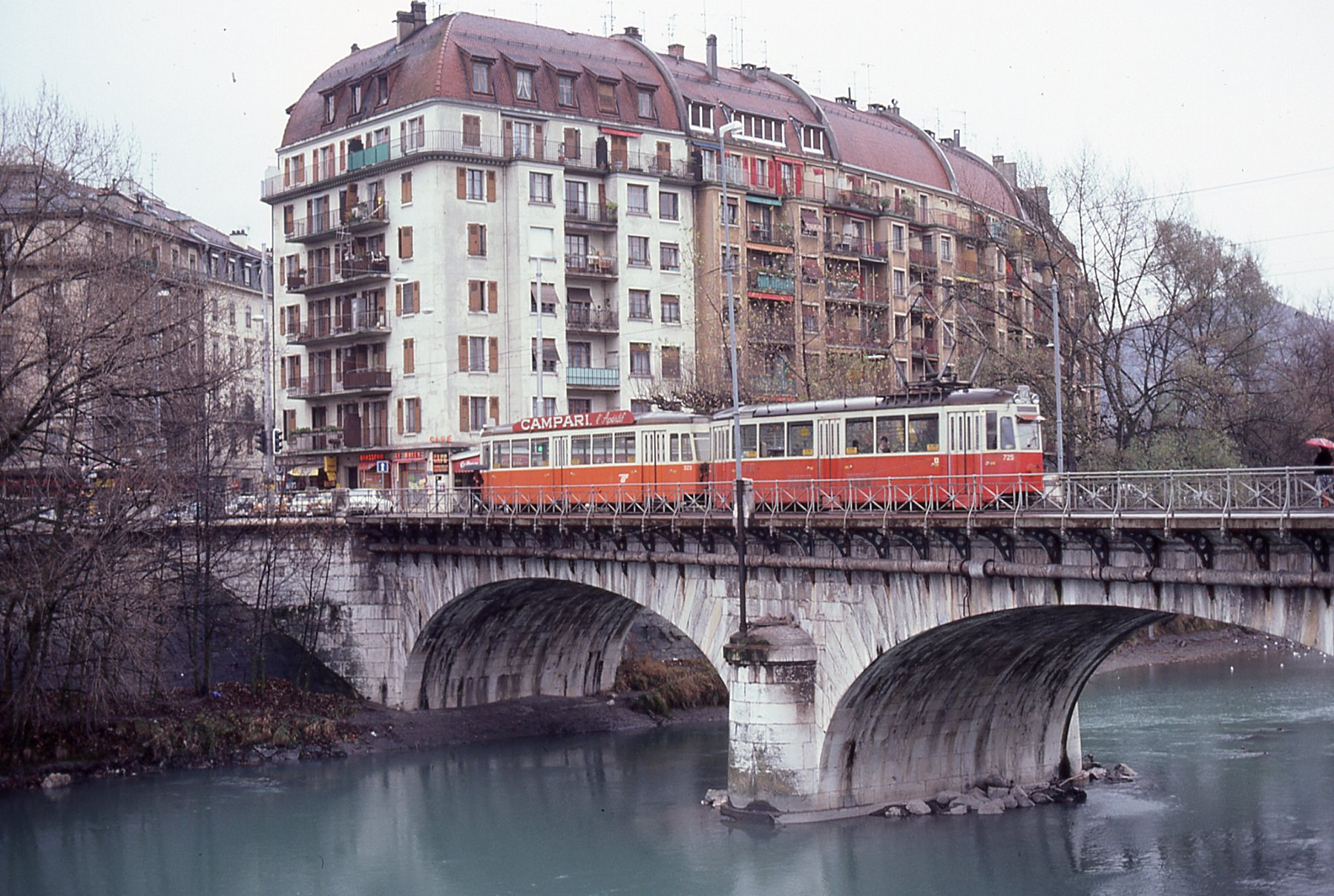
Pont de Carouge, 1980.
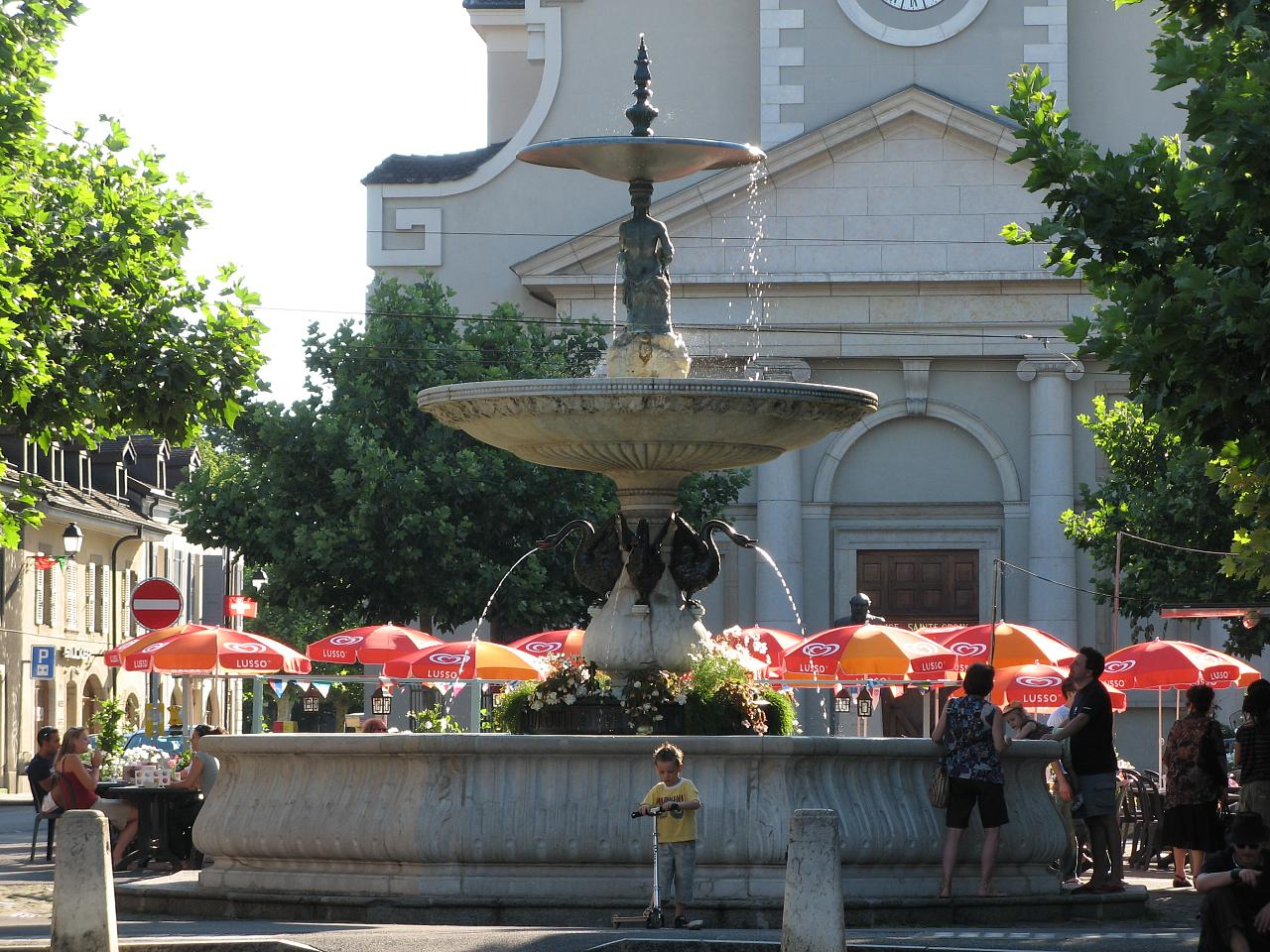
Place du Marché, 2008.
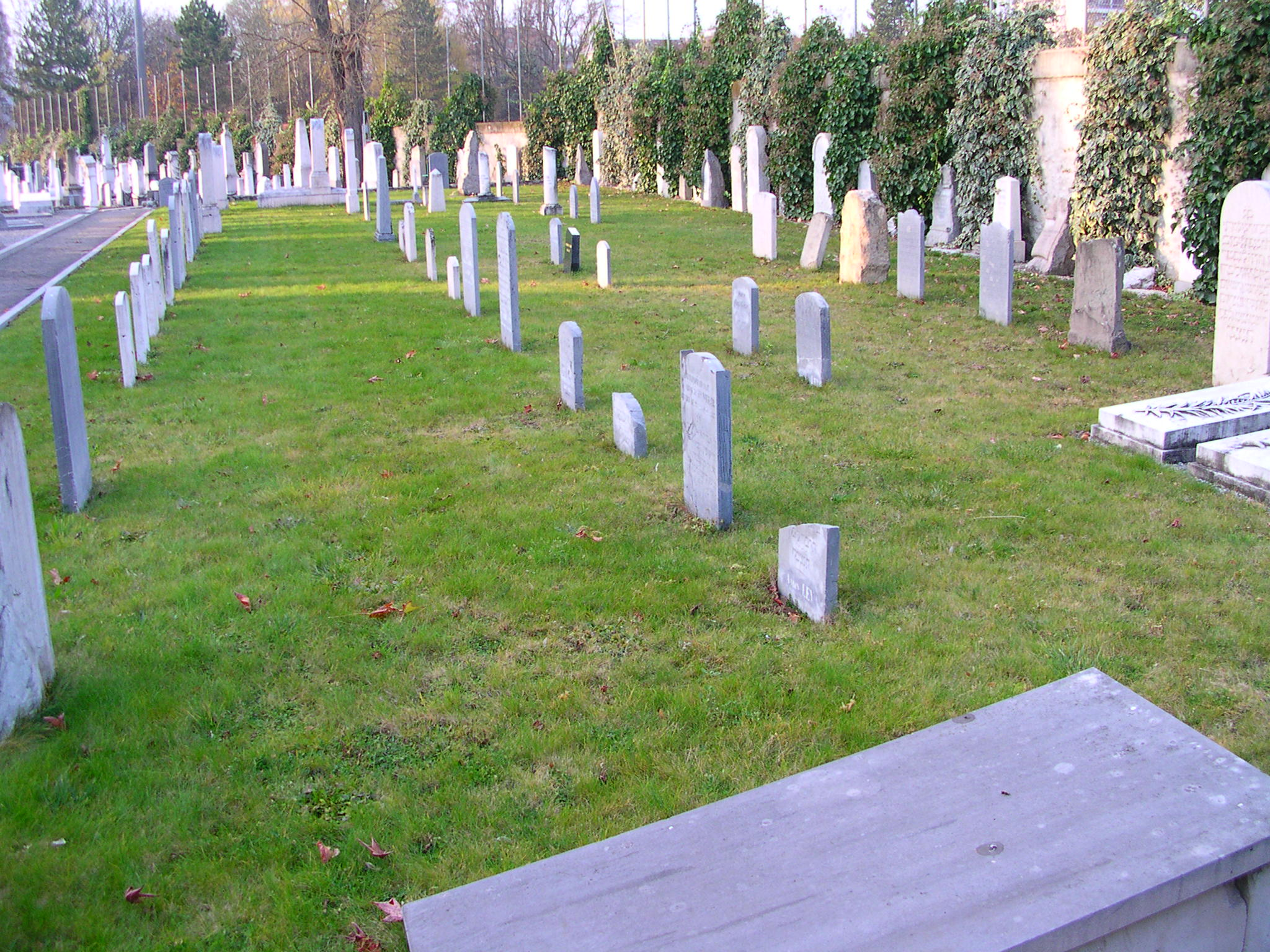
Cimetière juif, 2008.
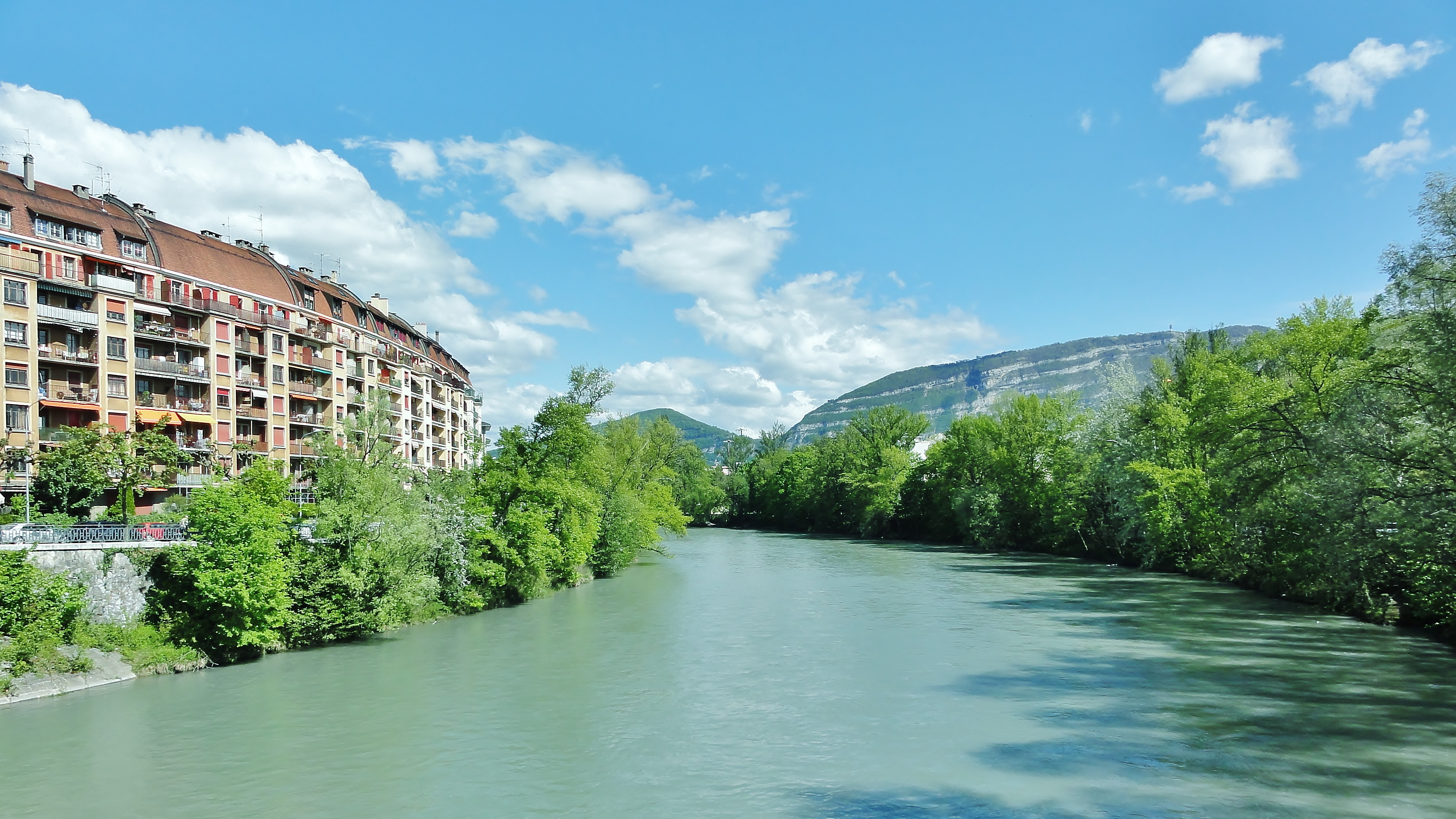
Arve depuis le Pont de Carouge, 2012.
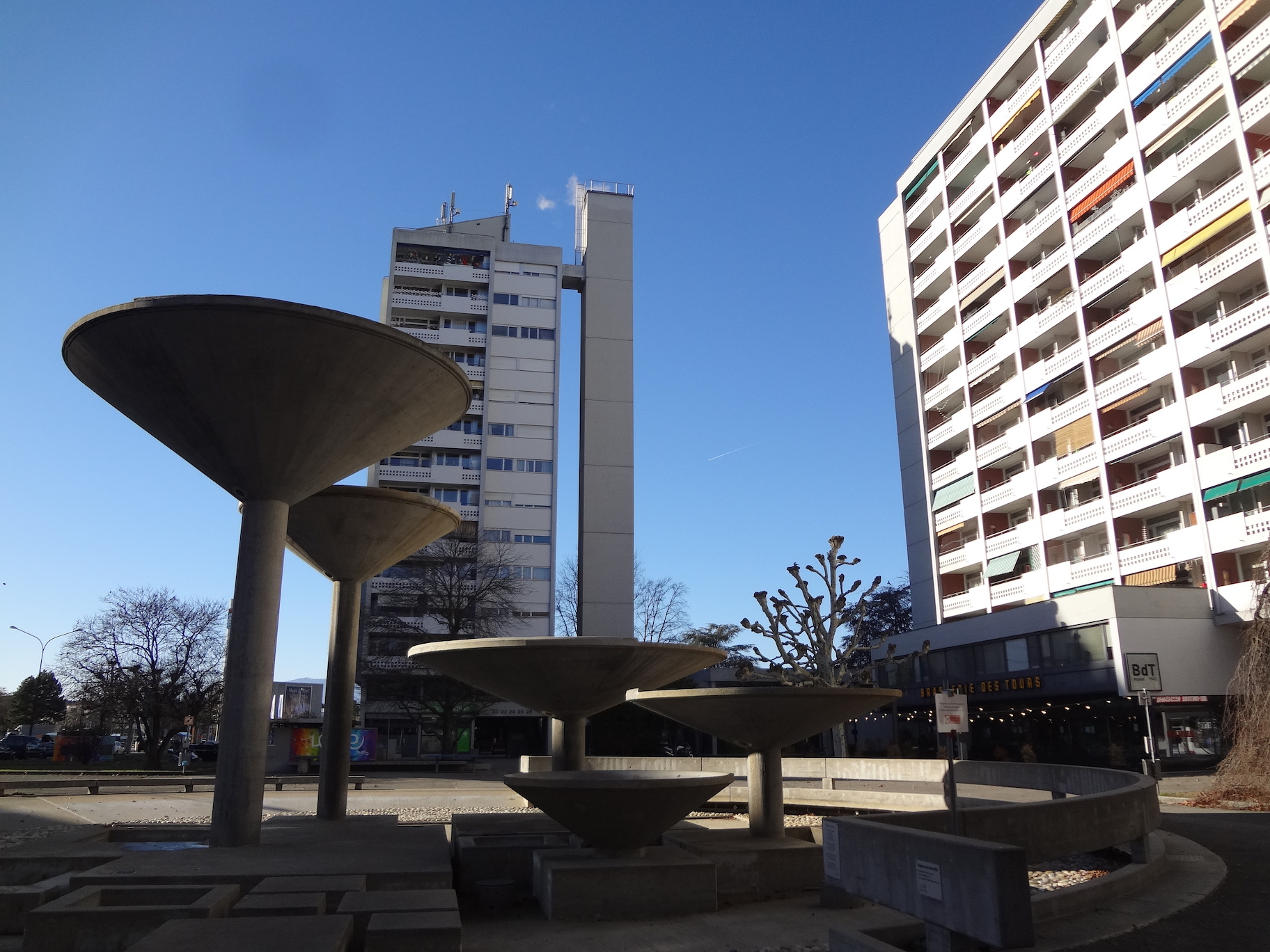
Tours de Carouge, 2019.

### Bibliothèques

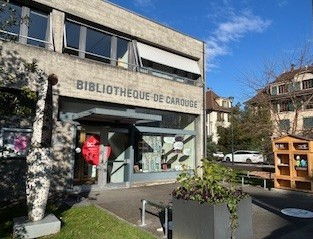
Bibliothèque de Carouge

La commune de Carouge dispose de deux bibliothèques, la bibliothèque de Carouge et la BiblioQuartier des Grands-Hutins.
C’est en 1850 que le régent du collège de Carouge ouvre une petite bibliothèque pour l’usage de l’institution. Par la suite, le Conseil municipale votera pour financer la création d’une bibliothèque communale qui sera inaugurée en 1857 dans le bâtiment où résidait autrefois l’École des Prisons.

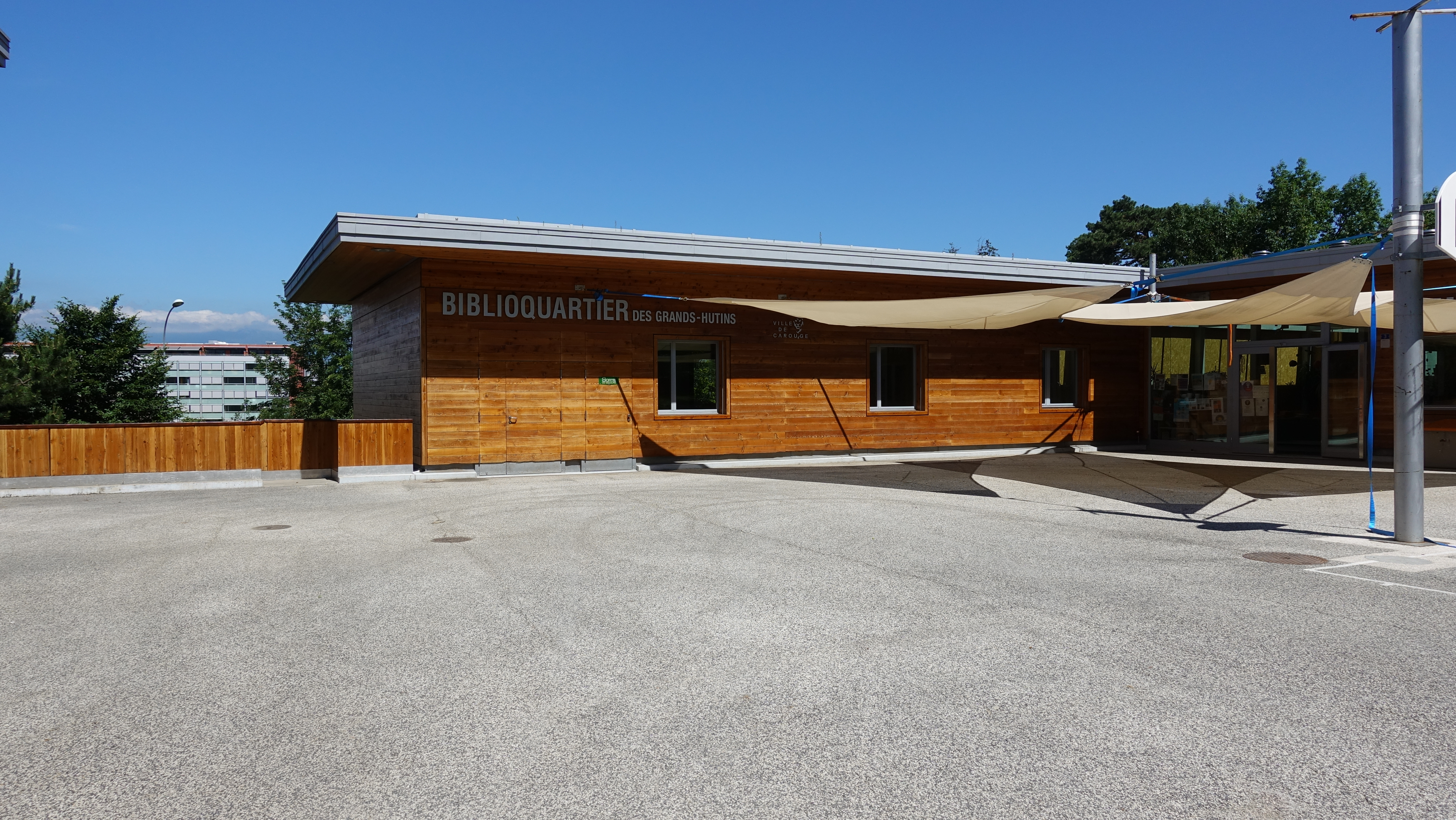
BiblioQuartier des Grands-Hutins

Après plusieurs déménagements au cours du temps, c’est finalement en 1969 que la bibliothèque prend sa place actuelle dans le bâtiment de l'ancienne imprimerie Roulet se situant au Boulevard des Promenades. C’est en 2009 que la seconde bibliothèque de la commune, la BiblioQuartier des Grands-Hutins, ouvre,.

### Personnalités liées à la commune,
- Georges Cottier, théologien catholique romain, cardinal;
- Johan Djourou, footballeur suisse, a commencé sa carrière professionnelle au Etoile Carouge FC;
- Émile Gerbeaud, chocolatier hongrois;
- Anne Hiltpold, maire de Carouge, puis Conseillère d'Etat;
- Alphonse Laverrière, architecte;
- Anatole Mallet, ingénieur mécanicien, concepteur de machines à vapeur articulées;
- André-François Marescotti, compositeur;
- Gaspard Mermillod, cardinal de l'Eglise catholique romaine;
- Michel Pont, footballeur originaire de Carouge;
- Gérald Poussin, artiste peintre;
- Jules Vuy (1815-1896), avocat, juge, historien, écrivain et politicien;
- Nicolas Walder, maire de Carouge, puis  conseiller national;
- Zep, auteur et dessinateur de bandes dessinées.

## Littérature
Carouge est mise en scène l'année de sa fondation dans la pièce L'Orpailleur (1966) de Jacques Aeschlimann.